# Tournée générale
Pour les articles homonymes, voir Tournée (homonymie).
Tournée générale est un groupe de chanson française, aux chansons engagées et festives. Le groupe est formé en 2005 et séparé en 2015.

## Biographie
Articulé autour d’une guitare, d’un accordéon et d’une basse. Le trio d’origine lorraine, composé de Jean-Philippe et Maxime Vauthier et de Frédéric Georges, développe un univers festif composé de chansons engagées, de chansons d’amour et de brèves de comptoir. Parfois ironique, souvent déridant et toujours festif, Tournée Générale a trois disques à son actif : Sur un autre ton ! (avril 2005), On n’est pas prêt d’s'en r’mettre (mars 2007), puis un disque homonyme sorti en avril 2009.
Côté scène, le groupe écume les bars, les petites salles à Paris et en province et les festivals. En l’espace de 6 ans, les musiciens ont accumulé plus de 700 concerts un peu partout en France dont l'édition 2011 de la Fête de l'Humanité. Durant son existence, le groupe organisait le Festival du Troquet dans un bar d’Épinal ou il a donné ses premiers concerts. Le festival regroupe chaque année les prestations d'une dizaine de groupes de la nouvelle scène française.
Un nouvel album voit le jour et sort le 13 mars 2012 avec une musique plus aboutie empreinte de folk, de blues de rock 'n' roll, tout en conservant le côté chanson. Pour la tournée 2012 sur scène, ce sera en quatuor que le groupe défendra ce nouvel opus avec l'arrivée de Patrice Hue (batterie) et d'Albert Boutilier (contrebasse) pour renforcer le tout.
En 2015, pour fêter les dix ans d'existence du groupe, un album live est enregistré à salle de La Louvière à Épinal, l'album sort en janvier 2015. Un an plus tard parait l’album Pause, dont le titre préfigure la fin du groupe après une tournée de deux ans. De son côté, Jean-Philippe Vauthier, chanteur et fondateur du groupe, se lance en 2015 dans une carrière en solo sous le pseudonyme Jeph. Il annonce en 2017 que le groupe touche à sa fin, lui se consacrant personnellement à un album solo prévu pour 2018.

## Membres

### Derniers membres
- Maxime Vauthier — chant, accordéon
- Jean-Philippe Vauthier — chant, guitare
- Patrice Hue — batterie
- Albert Boutilier — contrebasse

### Anciens membres
- Frédéric Georges — chant, basse (jusqu'en 2007)
- Quentin Roynette — chant, basse (2007—mars 2012)

## Discographie

### DVD
- 2008 : C´est du Live